# Віктор Михалєвич
Віктор Михалєвич (Пикич) (хорв. Viktor Mihaljević, 1910, Аграм  — ?) — югославський футболіст, що грав на позиції півзахисника. Відомий виступами за клуб «Граджянскі» (Загреб). Чемпіон Югославії.

## Клубна кар'єра
Є вихованцем футбольного клубу «Граджянскі» (Загреб), де почав займатися з 14 років. Дебютував у офіційному матчі в складі клубу 29 січня 1926 року у матчі кубка Загреба проти «Загреба» (15:2), коли на поле вийшло одразу декілька молодих гравців з дублюючого складу.
Гравцем основи став у сезоні 1927-28. Здобув з командою того року титули у трьох турнірах: кубку Загреба, 
чемпіонаті Загреба, а також у чемпіонаті Югославії. Зіграв в усіх п'яти матчах національної першості, виступаючи у півзахисті з такими зірками клубу, як Рудольф Хітрець, Драгутин Бабич і Густав Ремець. 
По завершенні сезону чемпіон переміг 5:1 «Югославію» у відбірковому матчі за право зіграти у міжнародному турнірі для провідних клубів Центральної Європи — Кубку Мітропи. В 1/4 фіналу змагань «Граджянські» переміг у першому матчі чемпіона Чехословаччини клуб «Вікторію» — 3:2. Проте, у матчі відповіді упевнену перемогу святкували суперники — 1:6.
Виступав у складі «Граджянскі» до 1935 року. Ще два рази перемагав у кубку Загреба, в національному чемпіонаті команда лише двічі була третьою. Шанс зіграти у складі збірної Михалєвич так і не отримав, незважаючи на стабільну гру за клуб. 
Загалом у складі «Граджянскі» зіграв у 1926—1935 роках 140 офіційних матчів і забив 3 м'ячі. Серед них 48 матчів і 1 гол у чемпіонаті Югославії, 77 матчів і 2 голи у чемпіонаті Загреба і кваліфікації, 12 матчів у кубку Загреба, 2 матчі у кубку Мітропи, 1 матч у кваліфікації до кубку Мітропи.

## Трофеї і досягнення
- Чемпіон Югославії: 1928
- Бронзовий призер чемпіонату Югославії: 1931, 1935
- Чемпіон футбольної асоціації Загреба: 1927-28
- Володар кубка Загреба: 1928, 1934, 1935